# 國立臺南大學
22°59′03″N 120°12′27″E / 22.984129°N 120.207404°E
國立臺南大學（簡稱南大），是一所位於臺灣臺南市中西區的國立大學，前身為「臺南師範學校」，歷經多次改制而成，是一所擁有逾百年校史的大學，為臺南府城歷史悠久的高等教育機構，歷經師範學校、師專、師範學院時期，在2004年升格為具教育、人文、理工、環境與生態、藝術與管理六大學院的綜合型大學。

## 校史

### 日治時期

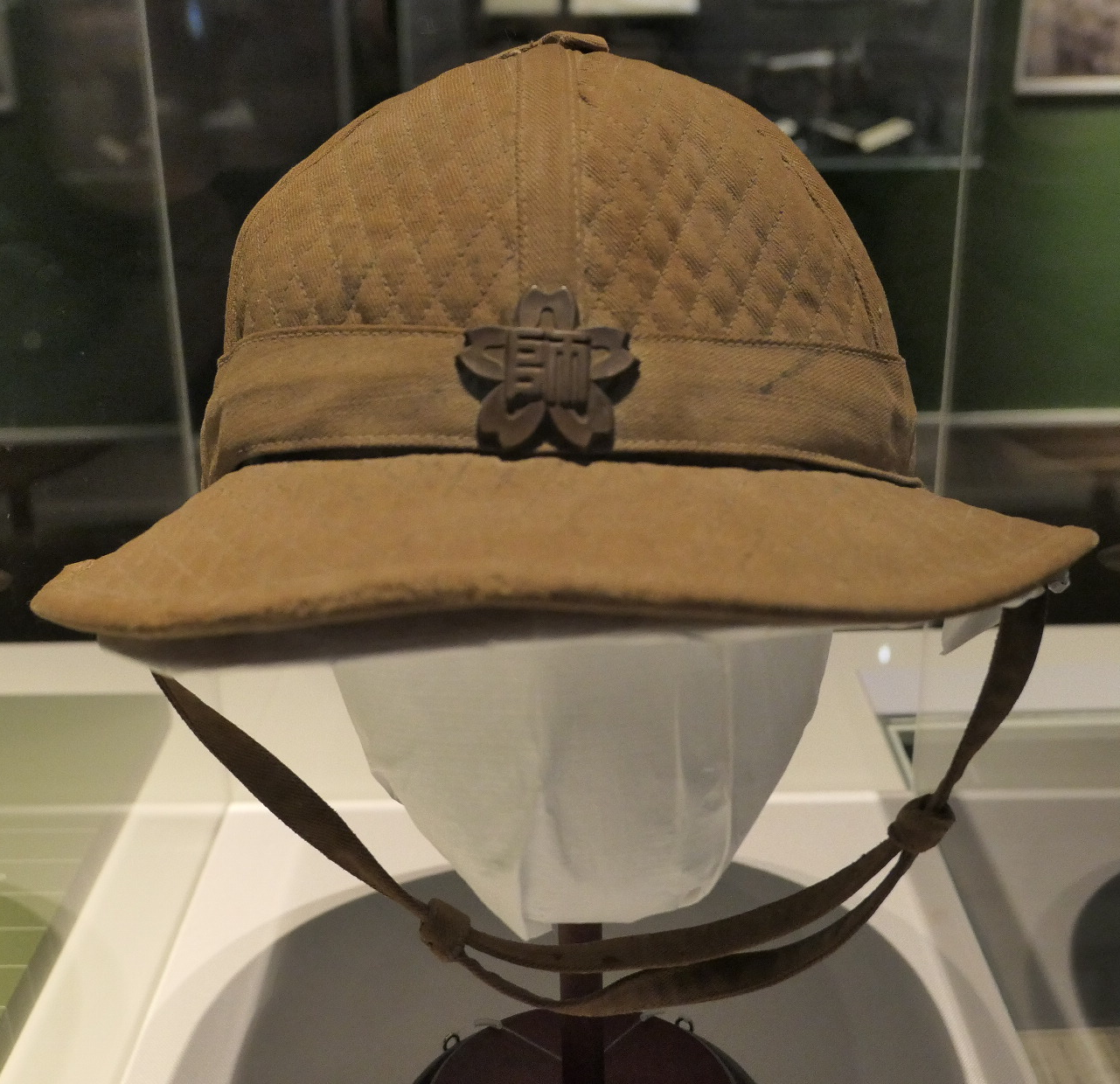
日本時代臺南師範學校帽

台灣日治初期為了培育公學校的教師，臺灣總督府在1899年（明治32年）4月9日公告設立「臺南師範學校」，隸屬臺灣總督府，初任校長為澤村勝支，當時校址設於臺南三山國王廟，學生僅42名。之後因師範學校的發展不如預期，因此先在1902年停辦臺北、臺中師範學校，其學生撥入國語學校、臺南師範學校，而臺南師範學校則隨後在1904年7月10日因經費不足而停辦。

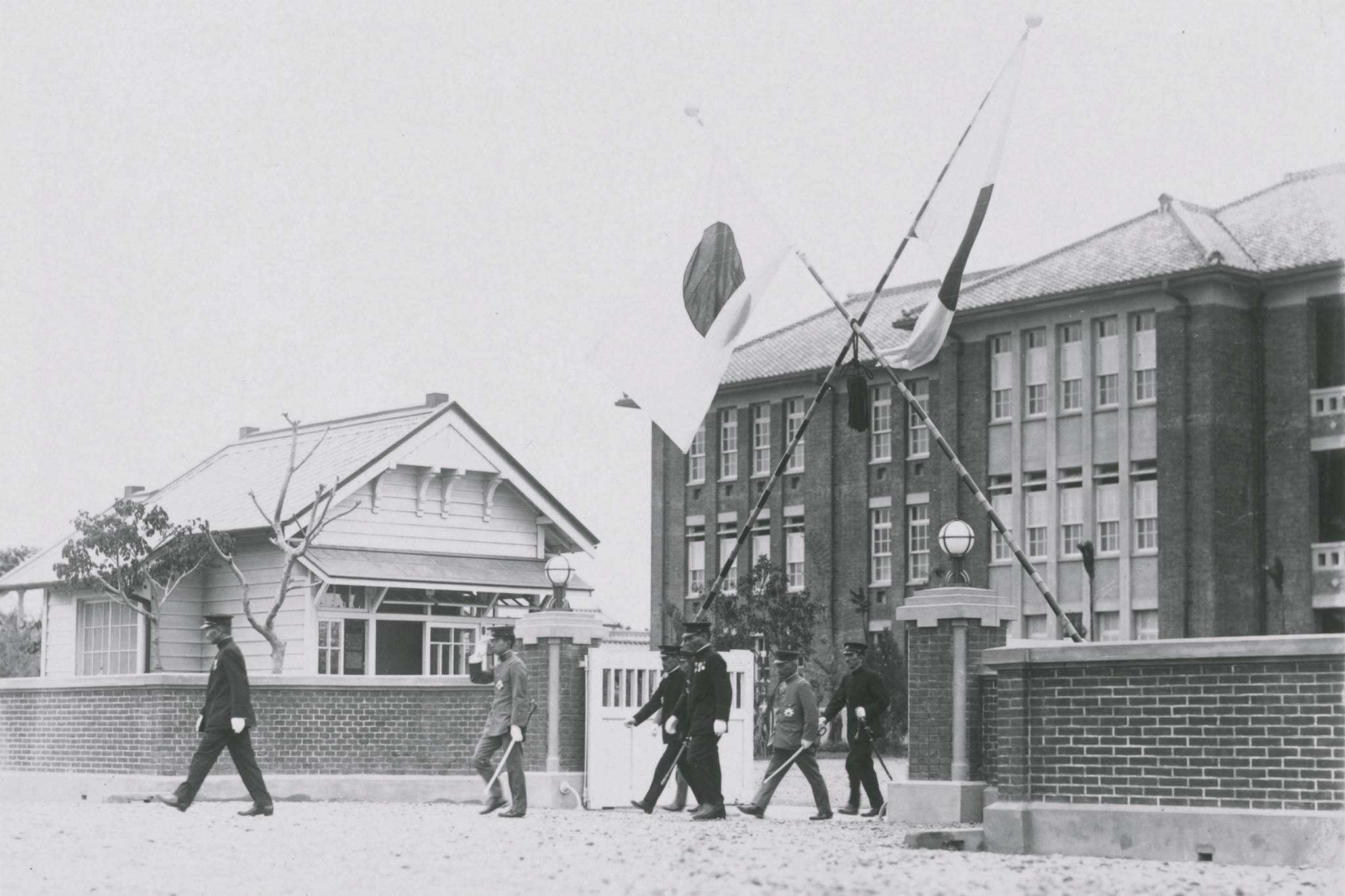
1923年日本皇太子裕仁步出校門的照片

隨著教育發展和需求，1918年7月19日以臺灣總督府國語學校臺南分校之名復校，並借用赤崁樓、原作臺南衛戍病院使用蓬壺書院之建築做為臨時校舍；8月26日，舉行第一屆的始業式。1919年4月1日，隨著台灣教育令之實施而停辦「國語學校」，設立臺灣總督府臺南師範學校並增設預科，規劃興建桶盤淺7番地新校區，校長隈本繁吉、分校主任志保田鉎吉。1921年4月15日，以新校地甫完工學生宿舍的做為臨時校舍，赤崁樓則作為學生宿舍；同月25日，指定臺南第一公學校為代用附屬公學校。1922年4月27日，臺南師範學校本館完工，再撥用南邊二甲六分多土地作為本校農業實習地，取消4年制本科，改設5年制普通科，增設1年制演習科。志保田鉎吉校長調臺北師範學校校長，由田中友二郎先生接任校長。1923年4月20日，日本裕仁皇太子在臺灣行啟時視察臺南師範學校。1928年4月21日，正式成立「臺南師範學校附屬公學校」。1933年3月25日，臺灣教育令部分修改，師範學校修業年限1年，即普通科5年演習延長1年共7年，女子普通科縮短一年定為6年。1935年，田中友二郎校長退休，由本田乙之進先生接任校長。1938年12月12日，學校舉行創立二十周年紀念式，同時舉行校內神社鎮座祭（神社約位在思源樓東側）。
1943年4月1日，改制為3年制專科學校，設置本科，修業年限為3年；屏東師範學校廢校，改為本校預科，而原屏東師範附屬國校改為南師附屬第二國民學校（今國立屏東大學附設實驗國民小學）。1945年8月1日，位在竹崎庄的奮起湖國民學校改為「臺南師範學校代用附屬第一國民學校」，奮起湖南國民學校改為「臺南師範學校代用附屬第二國民學校」。

### 民國時期

#### 臺南師範(專科)學校
1945年8月15日第二次世界大戰結束。1946年1月5日國民政府派任張忠仁先生接收臺南師範學校，更名臺灣省立臺南師範學校，預科改為屏東分校；同時創立臺灣首個童子軍組織。1946年10月屏東分校獨立為「屏東師範學校」。1950年增設藝術師範科、體育師範科。1955年於雲林縣北港鎮設立北港分部（之後裁撤改設嘉義師範學校）。1958年藝術師範科、體育師範科停招。1962年8月15日改制臺灣省立臺南師範專科學校，增設美勞組。1963年設立五年制國校師資科並增設夜間部。1966年成立「臺灣省盲生就讀國民小學計畫師資訓練班」。1968年增設暑期部。1973年增設暑期部利用空中教學班。「臺灣省盲生就讀國民小學計畫師資訓練班」改名為「臺灣省視覺障礙兒童混合教育計畫師資訓練班」。1976年增設夜間部附設現職幼稚園教師進修班。1978年增設暑期部2年制幼稚教育師資科。1980年空中教學班停辦。成立特殊教育中心。1982年夜間部停辦，夜間部附設現職幼稚園教師進修班合併暑期部辦理。1983年增設幼兒教育師資科。1984年增設日間部2年制幼兒教育師資科。

#### 臺南師範學院
1987年升格為臺灣省立臺南師範學院，設初等教育學系、語文教育學系、社會科教育學系、數理教育學系、特殊教育學系、5年制普通科、2年制幼兒教育師資科；與美國科羅拉多州北科羅拉多大學締為姊妹校，並簽訂教育合作計畫。1988年設進修部。
1990年成立測驗發展中心。1991年配合教育部對師培教育的重視，與當時所有省立的師範學院同步改隸國立，為國立臺南師範學院。同年2月26日，格致樓、雅音樓落成啟用；同年4月14日，誠正大樓落成啟用。1992年增設初等教育研究所、音樂教育學系、幼兒教育學系、國語文教育中心。1993年成立社會科教育中心、環境教育中心、全國教育資訊服務系統南部中心。1994年10月7日雅音樓音樂廳落成啟用。1995年成立美勞教育中心。1996年增設資訊教育研究所。1997年增設鄉土文化研究所，人文社會科學大樓落成啟用。1998年增設國民教育研究所（博士班）、體育學系、美勞教育學系、數學教育學系、自然科學教育學系。1999年增設初等教育學系輔導教學碩士班。
2000年增設特殊教育學系碩士班。2001年增設國民小學教師在職進修社會科教學碩士學位班、社會科教育學系碩士班、特殊教育學系特殊教育教學碩士班、初等教育學系課程與教學碩士班、自然科學教育學系碩士班。2002年增設測驗與統計研究所碩士班、視覺藝術研究所、音樂教育學系碩士班、幼兒教育學系碩士班。2003年增設環境生態研究所碩士班、戲劇研究所碩士班、諮商與輔導研究所碩士班、科技發展與傳播研究所碩士班、語文應用研究所碩士班、運動與健康研究所碩士班、視覺藝術研究所碩士班、應用數學研究所碩士班，鄉土文化研究所更名為台灣文化研究所，增設附屬中學。

#### 臺南大學
2004年脫離師範學校體制，轉型成一般大學，成為國立臺南大學，設有教育學院、人文學院及理工學院，校區包含府城校區（臺南市中西區）及榮譽教學中心（臺南市東區），並籌建七股校區（臺南市七股區）。初等教育學系初等教育課程與教學碩士班改名教育學系課程與教學碩士班、國民教育研究所改名教育經營與管理研究所、美勞教育學系改名美術學系、初等教育學系改名教育學系。增設生物科技學系、數位學習科技學系、資訊工程學系、科技管理研究所。
2005年增設通訊工程研究所碩士班、系統工程研究所碩士班、電子工程學系、環境與能源學系。成立通識教育中心、校友服務中心、創新育成中心。2006年獲中華民國教育部補助「獎勵大學教學卓越計畫」。增設生態旅遊研究所、輔助科技研究所、重度障礙研究所、諮商與輔導學系、戲劇創作與應用學系。戲劇研究所併入戲劇創作與應用學系為碩士班、科技發展與傳播研究所併入教育學系為教育學系科技發展與傳播碩士班。戲劇創作與應用學系暨碩士班、視覺藝術研究所與美術學系共組藝術學院。社會科教育學系分拆為文化與自然資源學系、行政管理學系。原社會科教育學系碩士班改為行政管理學系碩士班行政管理組、文化與自然資源組。原教育學系輔導教學碩士班及諮商與輔導研究所，併入諮商與輔導學系為碩士班。成立環境與生態學院。自然科學教育學系改名材料科學系、語文教育學系分化成國語文學系及英美語文學系、音樂教育學系改名音樂學系。資訊教育研究所併入數位學習科技學系為數位學習科技學系碩士班、博士班。
2007年增設測驗統計研究所博士班、光電工程研究所、生物資源與科技研究所、綠色能源科技研究所、智慧計算與應用研究所、動畫媒體設計研究所。行政管理學系碩士班文化與自然資源組移入文化與自然資源學系為碩士班。2008年增設特殊教育學系博士班、工程科技研究所博士班、電機工程研究所碩士班、經營與管理學系、生態科學與技術學系。智慧計算與應用研究所併入資訊工程學系為碩士班、生物資源與科技研究所併入生物科技學系為碩士班。人文學院改名人文與社會學院。2009年增設教育學系課程與教學博士班。系統工程研究所改名機電系統工程研究所、環境與能源學系改名綠色能源科技學系、英美語文學系改名英語學系、電子工程學系改名電機工程學系。電機工程研究所併入電機工程學系為碩士班、光電工程研究所併入電機工程學系為光電工程碩士班、綠色能源科技研究所併入綠色能源科技學系為碩士班。
2010年數學教育學系改名應用數學系。工程科技研究所博士班併入機電系統工程研究所為博士班、通訊工程研究所併入電機工程學系為通訊工程碩士班。生態旅遊研究所、環境生態研究所併入生態科學與技術學系為生態科學與技術學系暨生態旅遊碩士班、環境生態碩士班。2011年增設綠色能源科技學系碩士在職專班。教育經營與管理研究所碩士班、博士班、碩士在職專班等，併入教育學系為教育學系教育經營與管理碩士班、教育學系教育經營與管理博士班」、教育學系教育行政碩士在職專班、教育學系學校經營與管理教學碩士班。測驗統計研究所（碩士班、博士班）併入教育學系為測驗統計碩士班、教育學系測驗統計博士班。機電系統工程研究所博士班併入電機工程學系為博士班。輔助科技研究所與重度障礙研究所皆併入特殊教育學系為特殊教育學系輔助科技碩士班、重度障礙碩士班。2012年電機工程學系碩士班、電機工程學系光電工程碩士班、電機工程學系通訊工程碩士班等，整併為電機工程學系碩士班。2014年增設應用數學系碩士在職專班、音樂學系碩士在職專班。美術學系改名視覺藝術與設計學系。停招應用數學系數學科教學碩士班、國語文學系國語文教學碩士班、英語學系進修學士班。2016年整合原隸人文與社會學院之行政管理學系、原隸理工學院之經營與管理學系，成立管理學院。
2017年臺灣文化研究所併入文化與自然資源學系為文化與自然資源學系臺灣文化碩士班。原文化與自然資源學系碩士班改名文化與自然資源學系文化觀光資源碩士班。生態科學與技術學系改名生態暨環境資源學系。停招材料科學系自然科學教學碩士班、特殊教育學系碩士在職專班、教育學系學校經營與管理教學碩士班。同年10月18日，國立臺南大學舉行校務會議，所有出席校務會議的代表一致通過，正式取消延宕13年之久的七股校區遷校案，將120公頃的七股校區土地歸還臺南市政府， 並遭到臺南市政府譴責不尊重行政倫理且不符行政程序，希望教育部出面協調。 2019年教育學系科技發展與傳播碩士班改名教育學系教學科技碩士班。復招英語學系進修學士班。同年4月24日，臺南市長黃偉哲正式宣佈將收回該校七股校區的土地，由市府主導未來發展。
2020年動畫媒體設計研究所併入視覺藝術與設計學系為動畫媒體設計碩士班。特殊教育學系重度障礙碩士班改名特殊教育學系碩士班。生態暨環境資源學系生態旅遊碩士班、環境生態碩士班，整併為生態暨環境資源學系碩士班。2021年增設智慧製造碩士在職學位學程。國語文學系碩士班改名國語文學系國語文教學與應用碩士班、教育學系測驗統計碩士班改名教育學系教育數位評量與數據分析碩士班。停招教育學系課程與教學碩士在職專班(澎湖班)、環境教育碩士在職學位學程。

## 附屬學校
- 國立臺南大學附設實驗國民小學（自1928隸屬南師）
- 國立臺南大學附屬高級中學（自2003隸屬南師）
- 國立臺南大學附屬啟聰學校 （自2012隸屬南大）

## 校區
國立臺南大學實際運作的校區包括府城、榮譽校區，七股、文化校區之規劃因故擱置中。

### 府城校區（校本部）

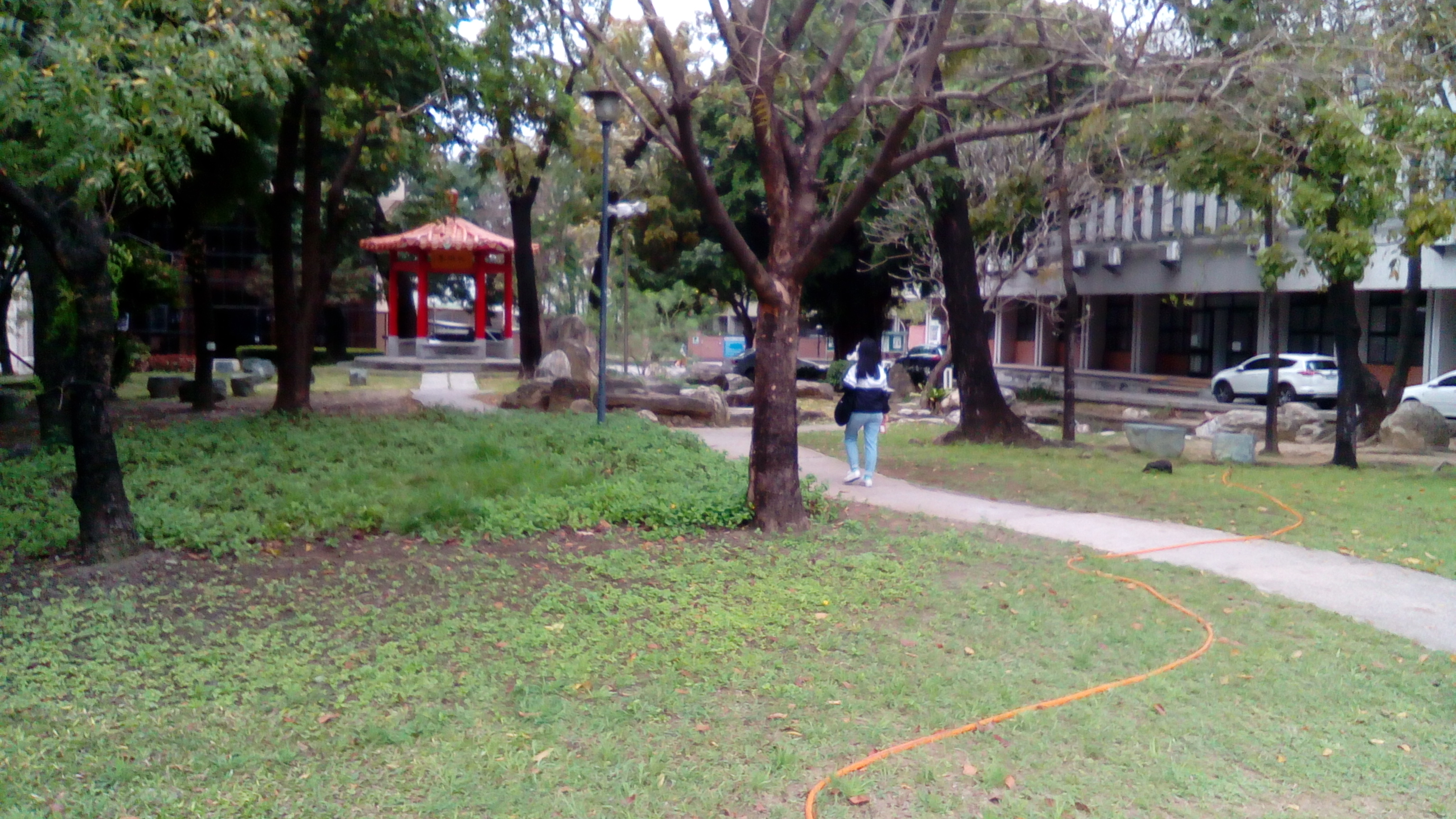
府城校區庭園造景

位於臺南市中西區樹林街二段33號，緊鄰附屬實驗小學與慶中街藝術特區，為目前學校運作之主要核心。該校區面積約9.8公頃，是教育學院、人文社會學院、理工學院之數理系所、管理學院之行管系、與藝術學院大部分系所所在。該校區尚包括各校級行政單位、圖書館、體育館、運動場、學生餐廳與活動中心、音樂廳與各學生宿舍。

### 榮譽校區

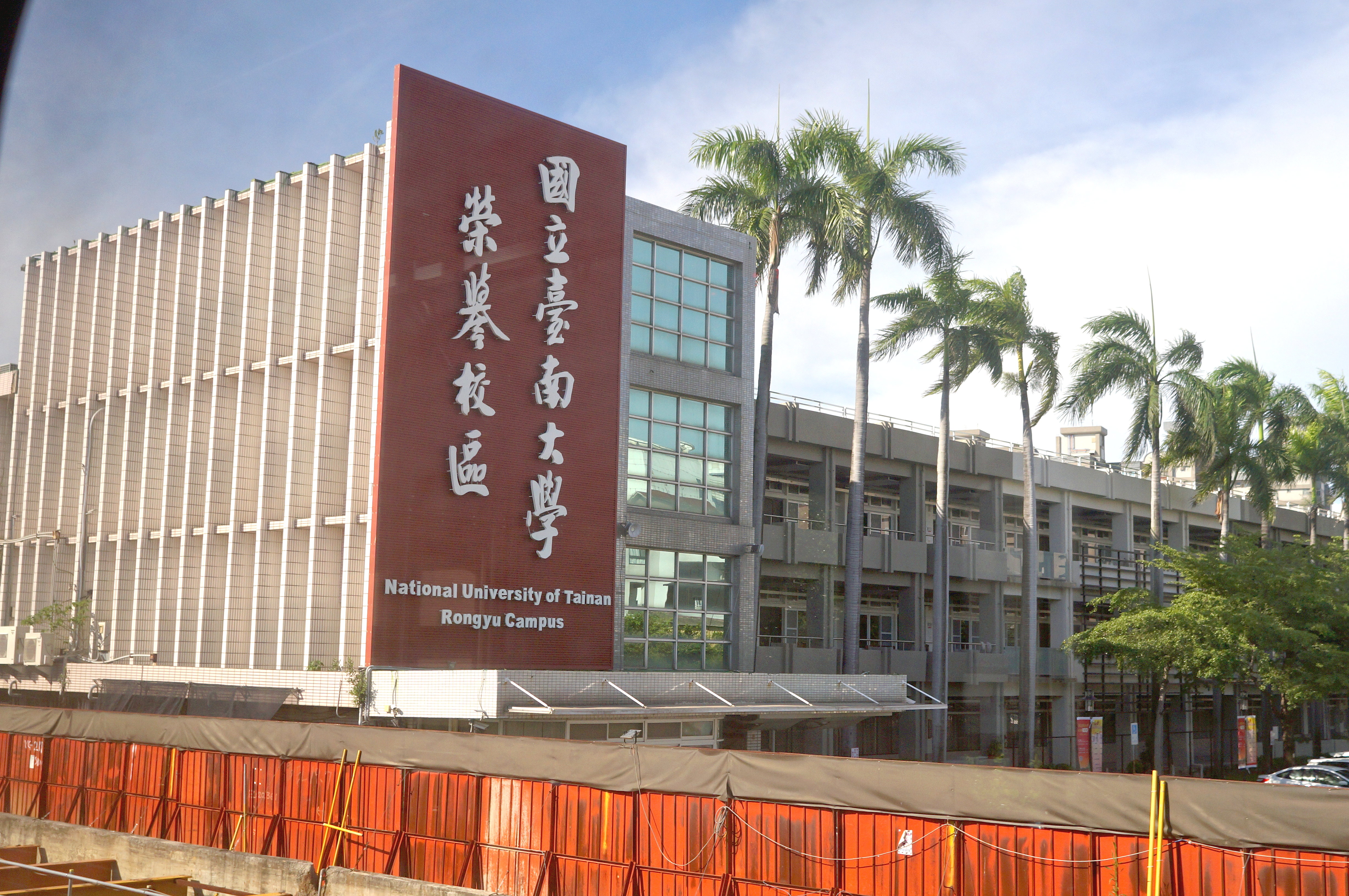
榮譽校區

位於臺南市東區榮譽街67號，為環境生態學院、理工學院工程領域系所、管理學院之經管系、以及藝術學院之戲劇系所在。2003年，國立臺南師範學院與臺南市政府簽約，將臺南市立忠孝國民中學榮譽街舊址納入國立臺南師範學院發展空間。

### 曾規劃的校區
七股校區
2000年臺南師院開始規劃將來遷校至七股，2005年陸續獲行政院與教育部核定遷校計畫，時任台南縣長蘇煥智將七股東漁塭120公頃漁塭地（安南區交界處，北臨市道173號，南臨曾文溪堤防，校區廣達120公頃，原為潟湖及魚塭溼地，鄰近黑面琵鷺保護區）無償撥給該校，後來府院達成預算共識（由教育部35億、經建會和行政院12億元，國立臺南大學自籌18億元）。但七股預定地的120公頃中只有38公頃能作為建校，因此沒有任何學院系所願意搬遷。至2017年8月教育部行文國立臺南大學要求針對遷校七股一案進行表決，同年10月18日校務會議代表全數否決遷校七股案，引發臺南市政府譴責國立臺南大學此舉是不尊重行政倫理且不符行政程序，希望教育部出面協調，但最終臺南市政府還是正式收回用地。
文化校區
臺南市於升格直轄市前於許添財市長任內，曾與南大簽訂合作備忘錄，將臺南市東區生產路以北「變更臺南市東區主要計畫（南臺南站副都心地區）案」所增設之文教用地14.9公頃無償撥與南大，成為「文化校區」，規劃中將興建「小巨蛋」多功能展演廳，以配合未來人文社會學院與藝術學院的遷建至此校區。但臺南市升格賴清德市長就任後，市府與南大對該校區規劃內容、小巨蛋興建時程與財源規劃看法有所不同。由於南大與市政府間的爭議，目前文化校區的籌劃暫時擱置。

## 校園文化資產
國立臺南大學校史至今已逾百餘年，但因校地的發展，以及過去缺乏文化資產保存觀念的原因，使得歷史建物在現今的校園內幾乎無存在，只留下紅樓與琉球松是碩果僅存的古老見證。

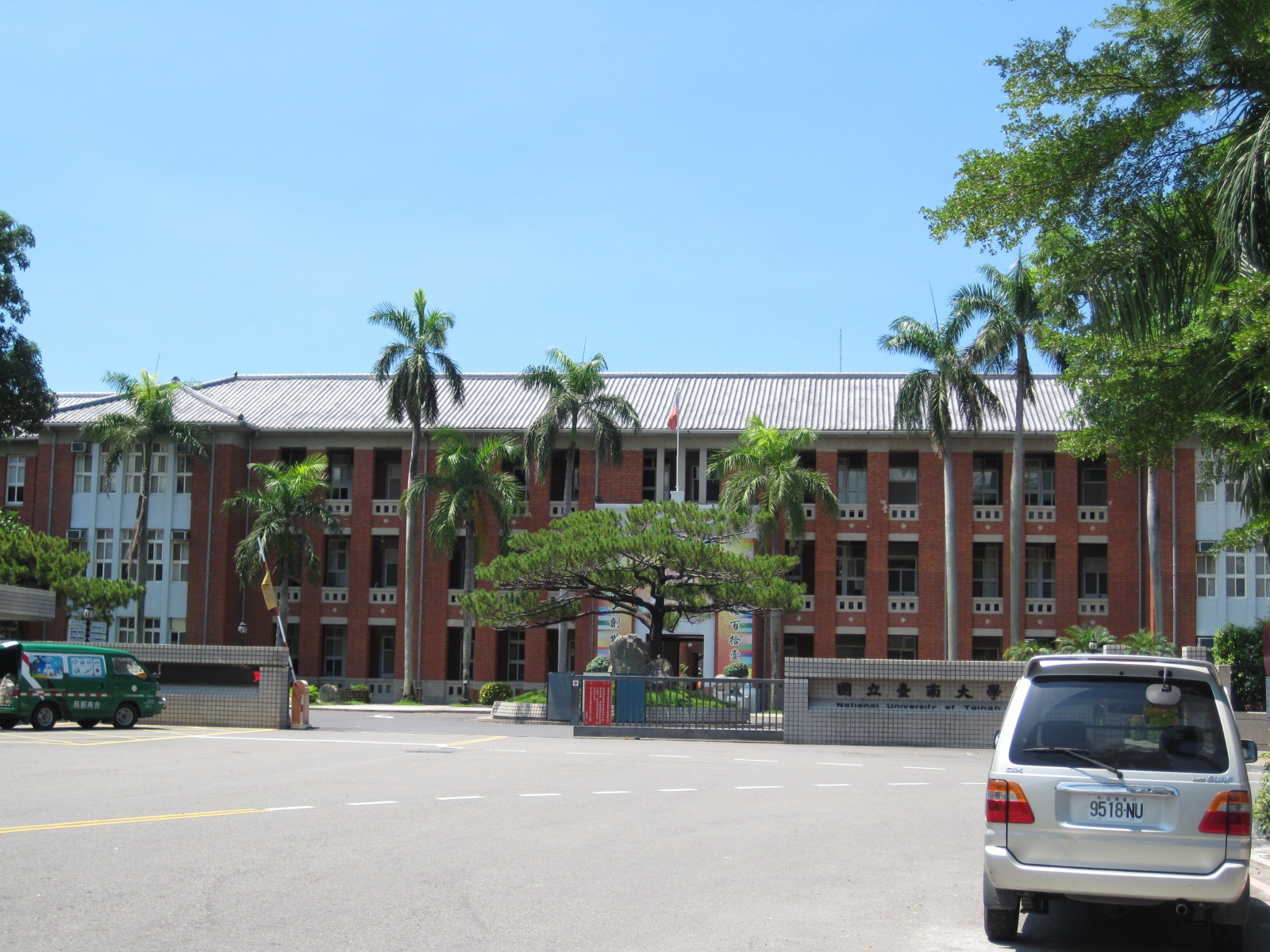
紅樓
清水紅磚造三層建築，建於1922年，由臺南州土木課營繕係設計。1945年於臺南大空襲之戰火中毀損嚴重，國府來臺後，由校方委請建築學者千千岩助太郎、織田久勝協助規劃重建，並且於北牆留下一整片彈孔牆，以留日後作歷史見證。2002年，由臺南市政府列為「市定古蹟」保存，登錄名稱為「原臺南師範學校本館」。目前為一樓為校方行政單位所使用，二樓為教育學系、諮商與輔導學系和教育經營與管理研究所辦公室及教室，三樓為普通教室。

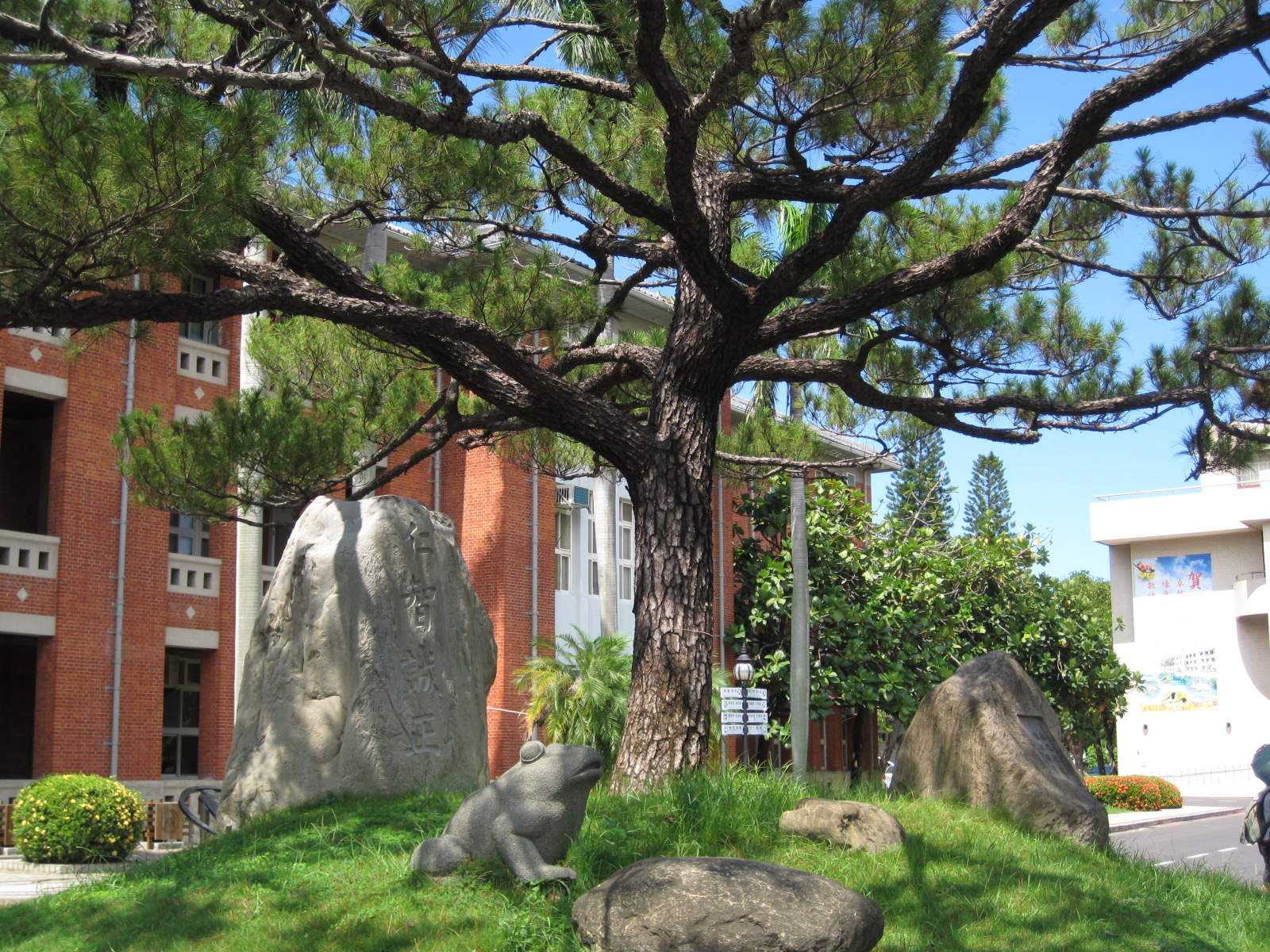
琉球松
南大校門口的琉球松為校友共同的回憶，此松樹約於西元1920年代紅樓落成時所栽種，迄今樹齡近百年，有「松柏長青」之意，已成為學校精神象徵。西元1948年由張忠仁校長立石「承先啟後，繼往開來」，蘊藏「天長地久」之意；另有校訓「仁智誠正」勒石。石蛙則為日本校友建議設置，由奇美文化基金會捐贈，以青蛙之日語諧音「歸來」，象徵歡迎校友常回母校之意涵。
柏楊文物館
2006年，校方接受作家柏楊所致贈之部分手稿文物，因而於2007年將校園西側學人宿舍改建為柏楊文物館，進行文物的典藏與展示，是目前三個收藏柏楊相關文物的主要典藏處之一（另外兩處是國立臺灣文學館，以及中國北京的中國現代文學館）。
福安坑溪
福安坑溪是臺灣府城城內的兩大溪流之一，發源於臺南大學附近的小南門一帶。

## 歷任校長
| 任次 | 校長       | 任期時間       |
| ---- | ---------- | -------------- |
| 1    | 澤村勝支   | 1899年－1918年 |
| 2    | 隈本繁吉   | 1918年－1919年 |
| 3    | 志保田鉎吉 | 1919年－1922年 |
| 4    | 田中友二郎 | 1922年－1935年 |
| 5    | 本田乙之進 | 1935年－1946年 |
| 6    | 張忠仁     | 1946年－1950年 |
| 7    | 吳鼎       | 1950年－1952年 |
| 8    | 朱匯森     | 1952年－1958年 |
| 9    | 羅人杰     | 1958年－1967年 |
| 10   | 黃金鰲     | 1967年－1972年 |
| 11   | 耿相曾     | 1972年－1984年 |
| 12   | 陳英豪     | 1984年－1992年 |
| 13   | 吳鐵雄     | 1992年－2001年 |
| 14   | 陳震東     | 2001年－2002年 |
| 15   | 黃政傑     | 2002年－2007年 |
| 16   | 黃秀霜     | 2007年－2015年 |
| 17   | 黃宗顯     | 2015年－2023年 |
| 18   | 陳惠萍     | 2023年－現任   |

## 校內單位
| 行政單位 | 校長室                       | 秘書室                   |
| 行政單位 | 副校長室（行政、學術）       | 教務處（含進修推廣組）   |
| 行政單位 | 學生事務處                   | 總務處                   |
| 行政單位 | 研究發展處（含創新育成中心） | 國際事務處（含語文中心） |
| 行政單位 | 圖資處                       | 體育室                   |
| 行政單位 | 人事室                       | 會計室                   |

| 中心單位 | 校友服務中心             | 通識教育中心       |
| 中心單位 | 教務處教學與學習發展中心 | 特殊教育中心       |
| 中心單位 | 輔導中心                 | 視障教育與重建中心 |
| 中心單位 | 師資培育中心             | 民俗體育發展中心   |

| 教育學院 | 教育學系 教育經營與管理碩士班 教育數位評量與數據分析碩士班 課程與教學碩士班 教學科技碩士班 教育經營與管理博士班 測驗統計博士班 課程與教學博士班 | 特殊教育學系 碩士班、博士班 輔助科技碩士班 重度障礙碩士班 |
| 教育學院 | 幼兒教育學系暨碩士班 | 體育學系暨碩士班                                          |
| 教育學院 | 諮商與輔導學系暨碩士班 |                                                           |

| 人文學院 | 國語文學系 國語文教學與應用碩士班                                         | 英語學系 |
| 人文學院 | 文化與自然資源學系 文化觀光資源碩士班 臺灣文化碩士班 臺灣文化碩士在職專班 |          |

| 藝術學院 | 音樂學系暨進修學士班、碩士班 | 視覺藝術與設計學系 設計碩士班 視覺藝術碩士班 碩士在職專班 |
| 藝術學院 | 戲劇創作與應用學系暨碩士班   |                                                           |

| 管理學院 | 經營與管理學系暨科技管理碩士班 | 行政管理學系暨碩士班 |
| 管理學院 | 管理學院高階管理碩士在職專班   |                      |

| 環境與生態學院 | 綠色能源科技學系暨碩士班 | 生態暨環境資源學系暨碩士班 |
| 環境與生態學院 | 生物科技學系暨碩士班     | 環境教育碩士在職學位學程   |

| 理工學院 | 機電系統工程研究所               | 應用數學系暨碩士班   |
| 理工學院 | 電機工程學系暨碩士班、博士班     | 資訊工程學系暨碩士班 |
| 理工學院 | 數位學習科技學系暨碩士班、博士班 | 材料科學系暨碩士班   |
| 理工學院 | 智慧製造碩士在職學位學程         |                      |

## 報導
- 2011年12月15日，有大一男學生惡作劇，以「被外星人抓走」為由在該校的網路請假系統告假，校方予以批准。此事後經網路傳播及媒體披露而引致輿論批評，校方稱是因為承辦人員不熟悉系統操作而發生的意外疏失。[19]
- 2013年榮獲全國大專院校創意宋江陣頭大賽亞軍。[20]
- 2014年時任校長黃秀霜代表中國國民黨參選台南市長。[21]
- 2014年7月25日，臺南大學的蔣中正銅像遭戴面具和貼貼紙。[22]
- 2015年榮獲全國高中職暨大專院校創意宋江陣頭大賽冠軍。[23]
- 2016年榮獲全國高中職暨大專院校創意宋江陣頭大賽冠軍。[24][25]
- 2017年10月18日，國立臺南大學經校務會議決議，正式取消遷校七股一案，引發爭議。[26]

## 外部連結
- 國立臺南大學（页面存档备份，存于）
- 國立臺南大學附屬高級中學（页面存档备份，存于）
- 國立臺南大學附屬啟聰學校
- 國立臺南大學附設實驗國民小學
- 國立臺南大學榮譽校區（页面存档备份，存于）